# Engelsberg

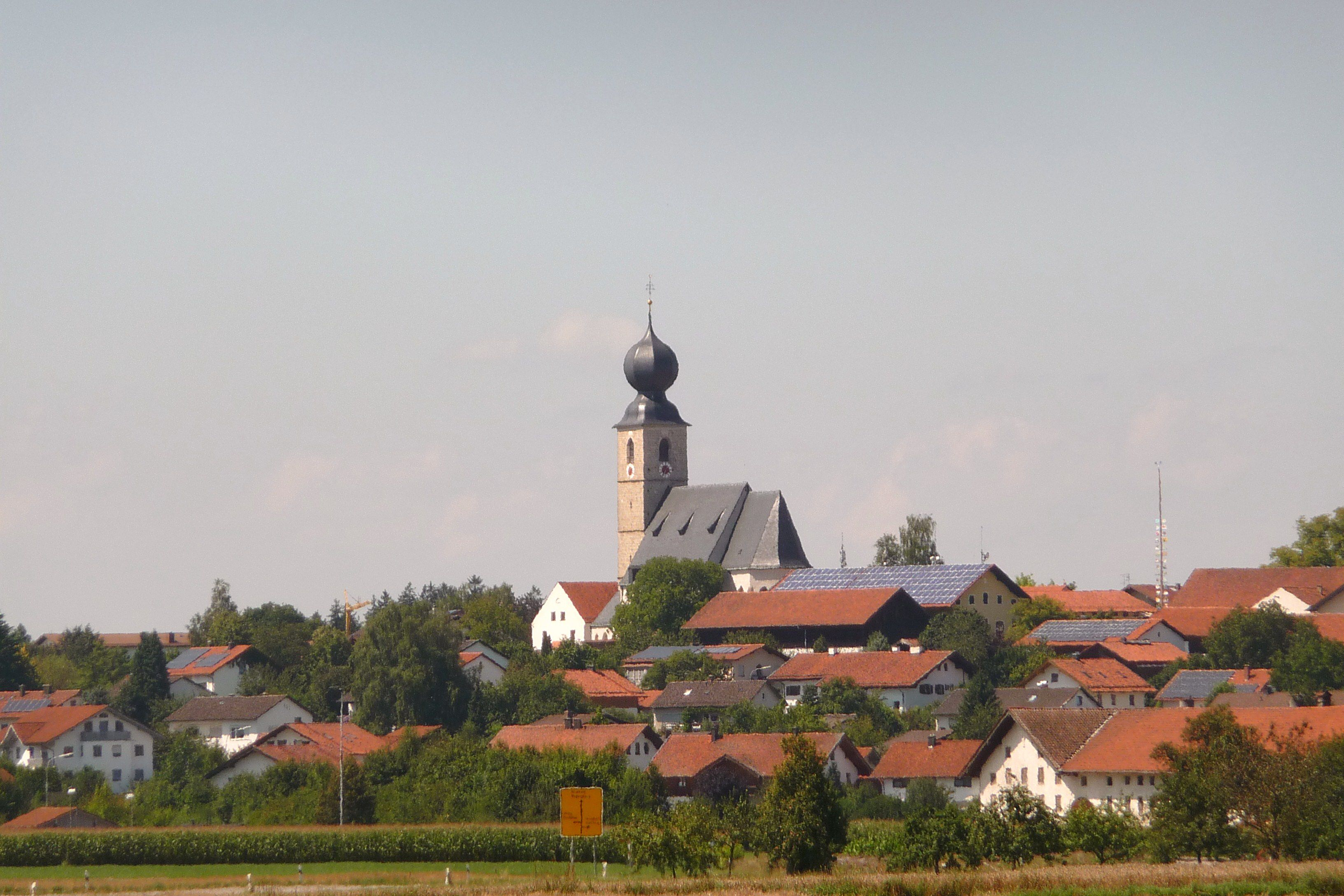
Engelsberg mit der Pfarrkirche St. Andreas

Engelsberg ist eine Gemeinde im oberbayerischen Landkreis Traunstein, Bayern.

## Geographie

### Lage
Engelsberg ist die nördlichste Gemeinde des Landkreises Traunstein. Sie besteht aus 99 Orten, die mit 92 km Gemeindestraßen verbunden sind.

### Gemeindegliederung
Es gibt 99 Gemeindeteile:
- Aicher
- Aicher am Kaindl
- Aigl
- Aikerting
- Altfeichten
- Asbach
- Bachmann
- Balghub
- Bankl
- Bennoberg
- Birner
- Bock
- Brandl
- Donser
- Dorf
- Dunstenstein
- Ecking
- Eder an der Mörn
- Eiting
- Emmer
- Engelsberg
- Esterer
- Etzberg
- Fegl
- Feichten
- Forsting
- Gailhausen
- Gatterhub
- Geiger
- Gießmühle
- Gloneck
- Hafing
- Haider
- Henhub
- Hinterdorfen
- Höbering
- Hungerhub
- Inhausen
- Jackhub
- Kamhub
- Kehrer
- Kehrerbinder
- Kitzenthal
- Kleinholzmann
- Kühberg
- Lindach
- Losbichl
- Lupperting
- Maierhof
- Maisenberg
- Neugütl
- Neuhäusl
- Niederlehen
- Niederstein
- Oberau
- Oberharrer
- Oberlehen
- Offenham
- Ohni
- Osenstätten
- Ottenthal
- Pächmann
- Pichler
- Prast
- Pürn
- Ramer
- Reit
- Reitmeister
- Renegarn
- Riefer
- Schabing
- Scheitzened
- Schillmaier
- Schlegl
- Schmidhub
- Schmidseidl
- Schnitzer
- Sieghart
- Stetten
- Schöberl
- Schwarzed
- Starfling
- Straß
- Streicher
- Trost
- Unnütz
- Unterau
- Unterharrer
- Vogleck
- Vorderdorfen
- Waldhub
- Wallner
- Weger
- Weichslehen
- Wiesmühl an der Alz
- Wölkham
- Wollmannstetten
- Wörgant
- Zeilerer

## Geschichte

### Bis zur Gemeindegründung
Die vielen Hochäckerfelder in der Gegend, die man noch in den Wäldern gut feststellen kann, weisen auf eine frühe Besiedlung durch Germanen hin. Engelsberg wurde 927/28 als „Engilmuntesperge“ in einer Tauschurkunde des Grafen Orendil erstmals genannt. Der Name selbst stammt von dem Landedlen Engeldio.
Die altbayerische Adelsfamilie der Tunz (Tuntz) von Tunzenberg hatten in der Gemeinde ihren Sitz. Sie waren als herzogliche Richter und Pfleger bis in das 14. Jahrhundert nachweisbar. Auch das Kloster Baumburg hatte bis zur Säkularisation 1803 umfangreichen Zehntbesitz in Engelsberg. Engelsberg gehörte zum Rentamt Burghausen und zum Landgericht Trostberg des Kurfürstentums Bayern. 1818 entstand durch das Gemeindeedikt in Bayern die jetzige Gemeinde.
Ab 1539 amtierte der Salzburger Domherr Eberhard von Hirnheim hier als Pfarrer. 1547 wurde er Pfarrer in Thalgau, 1552 wählte man ihn zum Fürstbischof von Eichstätt.

### 20. Jahrhundert
Die über dem Alztal nahe Offenham gelegene Burg wurde um 1914 gesprengt und das Material zur Uferbefestigung bei der Alzregulierung verwendet. Der Burgstall ist noch heute erkennbar.

### Eingemeindungen
Im Zuge der Gebietsreform in Bayern wurden am 1. Juli 1972 die Gemeinden Eiting und Maisenberg (beide aus dem Landkreis Mühldorf am Inn) eingegliedert. Seit 1986 ist Engelsberg eine selbstständige Gemeinde.

### Einwohnerentwicklung
Zwischen 1970 und 2011 wuchs die Gemeinde von 1327 auf 2582 Einwohner. Seitdem bleibt die Einwohnerzahl auf gleichem Niveau.
- 1961: 1435 Einwohner
- 1970: 1327 Einwohner
- 1987: 1847 Einwohner
- 2000: 2721 Einwohner
- 2005: 2699 Einwohner
- 2010: 2640 Einwohner
- 2015: 2574 Einwohner
- 2021: 2582 Einwohner

## Politik

### Bürgermeister und Gemeinderat
Erster Bürgermeister ist seit Mai 2008 Martin Lackner. Dieser wurde am 15. März 2020 mit 95,82 % für weitere sechs Jahre im Amt bestätigt.
Die Gemeinderatswahl am 15. März 2020 ergab folgende Sitzverteilung:
- Unabhängige Bürgerliste: 8 Sitze (54,64 %)
- Freie Wählergemeinschaft: 6 Sitze (45,36 %).

### Wappen
| | Blasonierung: „Geteilt; oben in Silber ein oberhalbes schwarzes Mühlrad, unten in Blau eine goldene Hauptzinne, darin ein schwarzer Dreiberg.“ |
| Wappenbegründung: Der Dreiberg im Schildfuß redet für das Grundwort des Gemeindenamens und charakterisiert die Lage im Hügelland des Alztales. Die goldene Zinne (so genannte Hauptzinne) stammt aus dem Wappen der altbayerischen Adelsfamilie der Tunz (Tuntz) von Tunzenberg, die in der Gemeinde ihren Sitz hatte. Familienmitglieder führten das Zinnenwappen als herzogliche Richter und Pfleger bis in das 14. Jahrhundert. Der über dem Alztal nahe Offenham gelegene Burgstall ist noch heute erkennbar. Um 1914 wurden Teile der Burg gesprengt und das Material zur Uferbefestigung bei der Alzregulierung verwendet. Das halbe Mühlrad, ein heraldisches Gewerbe- und Industriesymbol, verweist als für den Ortsnamen redende Figur auf das Gewerbegebiet Wiesmühl/Alz. Dieses Wappen wird seit 1975 geführt. | |

## Wirtschaft einschließlich Land- und Forstwirtschaft
2017 gab es in der Gemeinde 760 sozialversicherungspflichtige Arbeitsplätze. Von der Wohnbevölkerung standen 1065 Personen in einem versicherungspflichtigen Beschäftigungsverhältnis. Damit war die Zahl der Auspendler um 305 Personen größer als die der Einpendler. 32 Einwohner waren arbeitslos. 2016 gab es 72 landwirtschaftliche Betriebe.
Bekannt wurde die Gemeinde über Bayern hinaus durch ihre Rolle als „Energie-Pionier“, nachdem sich die Einwohner entschlossen hatten, ein Holzheizwerk zu errichten und mit Hackschnitzeln zu beheizen.
Das Holz für die Hackschnitzel kommt aus dem zu großen Teilen im Gemeindegebiet (Gemarkung Maisenberg und Eiting) befindlichen Eigelwald.

### Bildung
2018 gab es
- eine Kindertageseinrichtung mit 97 genehmigten Plätzen und 85 Kindern
- eine Volksschule mit fünf Klassen und 105 Schülern.